# Ōuetsu Reppan Dōmei
La Ōtsuetsu Reppan Dōmei (奥羽越列藩同盟, Alianza de los dominios de Mutsu, Dewa y Echigo) fue una coalición militar-política japonesa establecida y desestabilizada en el transcurso de varios meses a principios y mediados de 1868 durante la Guerra Boshin. Su bandera era una estrella blanca entrelazada de cinco puntas sobre un campo negro, o una estrella negra entrelazada de cinco puntas sobre un campo blanco. También se conoce como la Alianza del Norte (北部同盟, Hokubu Doumei).

## Historia
La Alianza se centró en los dominios Sendai, Yonezawa y Nihonmatsu, y reunió a casi todos los dominios de las provincias de Mutsu y Dewa, varios dominios del norte de la provincia de Echigo, e incluso el dominio de Matsumae de Ezo (Hokkaidō moderna). Con sede en el castillo de Shiroishi, el jefe nominal de la alianza era el Príncipe Kitashirakawa Yoshihisa, el antiguo abad del Templo Kan'eiji en Edo que huyó hacia el norte tras la toma de control de la ciudad por Satsuma-Chōshū, quien se declaró "Emperador Tobu" (東武天皇), con Date Yoshikuni de Sendai y Uesugi Narinori de Yonezawa como el jefes de la Alianza. Aunque de naturaleza heteroclítica, la Alianza formó una combinación de fuerzas modernas y tradicionales, y movilizó un total de aproximadamente 50.000 soldados. Aunque la alianza hizo todo lo posible para apoyar el dominio de Aizu (会津藩), Aizu no era formalmente parte de la alianza "Alianza Kaishō" (会庄同盟); tampoco lo era Shōnai (庄内藩).
Además, aunque técnicamente ya no existía como dominio, las fuerzas del clan Hayashi del dominio de Jōzai también lucharon en nombre de la alianza.
Si bien la alianza fue un paso audaz e innovador que combinó las fuerzas militares de varias docenas de dominios, no pudo actuar por completo como una sola unidad cohesiva y, con la caída de Sendai y Aizu, colapsó efectivamente.

## Miembros de laŌuetsu Reppan Dōmei

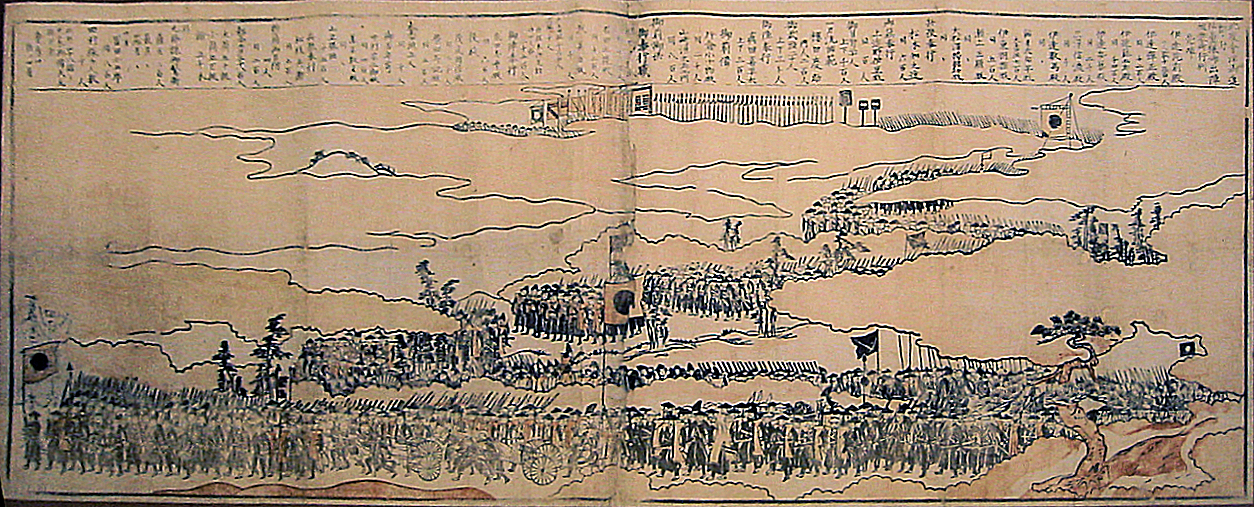
Las tropas de Sendai, después de su movilización en abril, se unieron a la Alianza del Norte contra las tropas imperiales en mayo de 1868.

| Dominio    | Familia gobernante | Provincia |
| ---------- | ------------------ | --------- |
| Matsumae   | Matsumae           | Ezo       |
| Morioka    | Nanbu              | Mutsu     |
| Nihonmatsu | Niwa               | Mutsu     |
| Hirosaki   | Tsugaru            | Mutsu     |
| Tanagura   | Abe                | Mutsu     |
| Sōma       | Sōma               | Mutsu     |
| Sendai     | Date               | Mutsu     |
| Ichinoseki | Tamura             | Mutsu     |
| Miharu     | Akita              | Mutsu     |
| Iwakitaira | Andō               | Mutsu     |
| Fukushima  | Itakura            | Mutsu     |
| Moriyama   | Matsudaira         | Mutsu     |
| Izumi      | Honda              | Mutsu     |
| Hachinohe  | Nanbu              | Mutsu     |
| Yunagaya   | Naitō              | Mutsu     |
| Miike      | Tachibana          | Mutsu     |
| Akita      | Satake             | Dewa      |
| Yonezawa   | Uesugi             | Dewa      |
| Shinjō     | Tozawa             | Dewa      |
| Yamagata   | Mizuno             | Dewa      |
| Kaminoyama | Matsudaira         | Dewa      |
| Honjō      | Rokugō             | Dewa      |
| Kameda     | Iwaki              | Dewa      |
| Tendō      | Oda                | Dewa      |
| Yashima    | Ikoma              | Dewa      |
| Shibata    | Mizoguchi          | Echigo    |
| Nagaoka    | Makino             | Echigo    |
| Murakami   | Naitō              | Echigo    |
| Muramatsu  | Hori               | Echigo    |
| Mineyama   | Kyōgoku            | Echigo    |
| Kurokawa   | Yanagisawa         | Echigo    |